# Ulica Bohaterów Warszawy w Koszalinie
Ulica Bohaterów Warszawy (do 1981 Boczna) – ulica w zachodniej części Koszalina, położona w ciągu drogi krajowej nr 6. Stanowi obejście ścisłego centrum zlokalizowanego wzdłuż ulic Zwycięstwa i Szczecińskiej. W całości przebiega przez Osiedle Nowobramskie.
Powstała w połowie lat 60. XX wieku jako droga prowadząca do dzielnicy przemysłowej, w 1975 została poszerzona do dwóch jezdni. W 1981 zmieniono jej nazwę z Bocznej na Bohaterów Warszawy oraz wybudowano połączenie z ulicą Szczecińską (obecnie ulica Syrenki).
Przy ulicy Bohaterów Warszawy mieści się Koszalińskie Centrum Kształcenia i Hala Kupiecka.